# Johan Rosenlind
Johan Ragnar Wilhelm Rosenlind, född 23 juli 1956 i Uppsala, är en svensk manusförfattare, författare och konstnär. 
Som 19-åring flyttade Rosenlind till Stockholm och började som hovmästare på Restaurang Victoria i Kungsträdgården. Han arbetade därefter i restaurangbranschen till 1990-talet, och därefter som industriformgivare åt Orrefors glasbruk och Skeppshult, som konstnär samt som gallerist i Halmstad.
Rosenlind har skrivit spänningsromaner och TV-serier. Under en arbetsperiod som hovmästare på Hotell Mårtenson i Halmstad kom han i kontakt med hotellägaränkan Greta Gruber, som blev förlaga till rollfiguren Helga (”tanten på taket”) i Vår tid är nu för Sveriges Television Drama. Rosenlind var idégivare, skapare och manusförfattare för den här serien.
Johan Rosenlind är sambo med Lotta Fritzdorf. Paret har tillsammans utgivit två kokböcker med mat och recept från Djurgårdskällaren, den fiktiva restaurangen i Vår tid är nu. Böckerna har vunnit kokbokstävlingen Gourmand Awards 2018 och 2019. Rosenlind och Fritzdorf har även tillsammans skrivit ett antal thrillerromaner.